# ミシシッピ準州

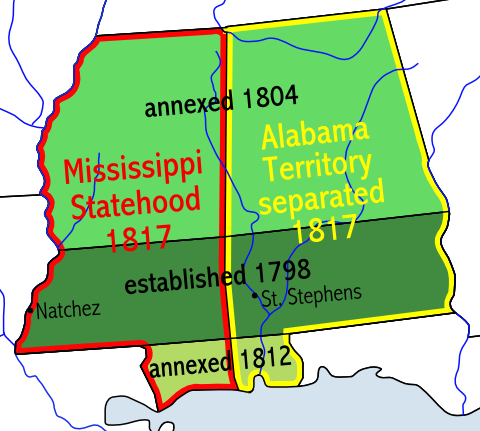
ミシシッピ準州。1817年に東側の地域がアラバマ準州として分割された。

ミシシッピ準州（英: Mississippi Territory）は1798年4月7日から1817年12月10日まで存在した歴史上のアメリカ合衆国の編入領地である。1804年と1812年の2度拡大し、最終的にはメキシコ湾からテネシー州の南の境界まで広がった。もともとミシシッピ準州は現在のアラバマ州を含み、1817年にミシシッピ州になる9ヶ月前の3月3日に東のアラバマ準州が分割された。1817年12月10日、ミシシッピは合衆国の20番目の州に昇格した。
ミシシッピ準州は、元々スペインが1795年に調印されたマドリード条約で割譲することになっていたが、合衆国とスペインの間でその取り扱いについて係争が続いていた地域から1798年に組織化された。その係争地域は北緯31度線から北緯32°28'まで、すなわち現在のアラバマ州とミシシッピ州の南半分まで広がっていた。
ジョージア州は、1802年に諦めるまで、現在のアラバマとミシシッピ（北緯31度から北緯35度まで）のすべての領域の領有を主張していた。その2年後、議会はジョージア州の分割地すべてを含むようにミシシッピ準州の境界を拡大した。
1812年、合衆国議会はミシシッピ準州に西フロリダのモービル地区を併合させた。この地区はスペインによって領有権が主張されていたものの、アメリカ合衆国はルイジアナ買収によって得られた購入地に含まれると主張していた。その翌年、アメリカ軍のジェームズ・ウィルキンソン将軍が軍事力でこの地区を占領し、スペインの司令官はこれに抵抗しなかった。
1817年3月3日、ミシシッピ準州は分割され、西部がミシシッピ州、東部はアラバマ準州となり、トムビッグビー川沿いのセントスティーブンスにアラバマ準州の臨時州都を置いた。